# ندرة المياه في إفريقيا

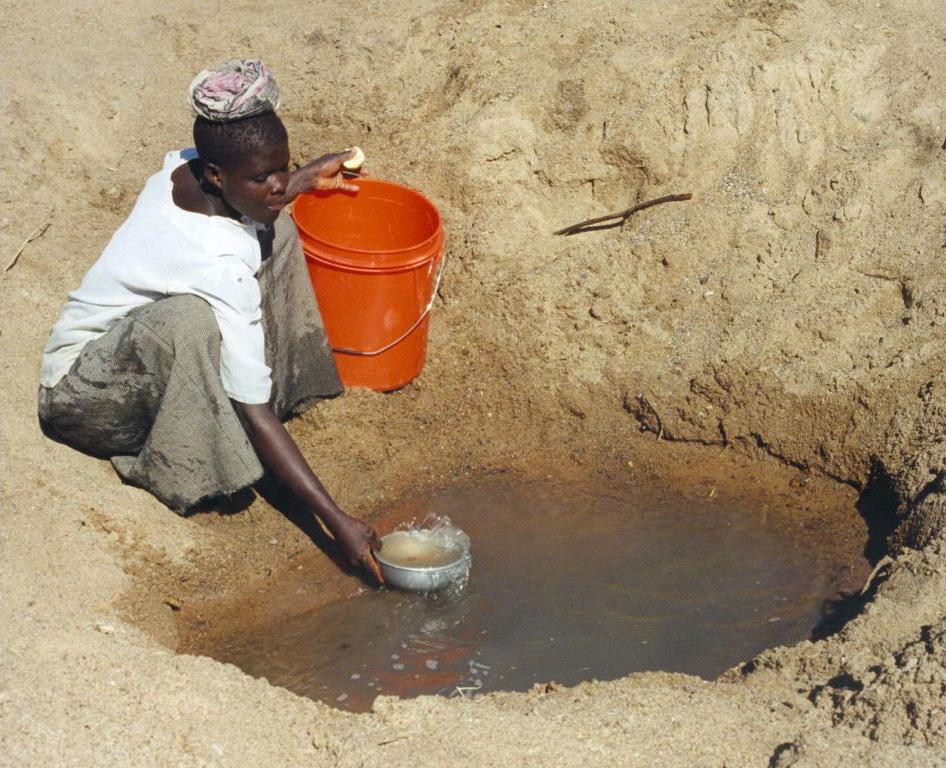
مصدر مياه قرية موامانونغو، تنزانيا. في منطقة ميتو، منطقة شينيانغا، غالباً ما تأتي المياه من ثقوب حفر في رمال مجاري الأنهار الجافة مما يجعلها دائمًا ملوثة.

إن ندرة المياه أو نقص المياه الصالحة للشرب هي إحدى المشاكل الرائدة في العالم حيث تؤثر علي أكثر من  1. 1 مليار شخص في العالم، وهذا يعني أن واحدا من كل ستة أشخاص لا يحصلون على المياه الصالحة للشرب. يُعَرف برنامج الرصد المشترك لإمدادات المياه والمرافق الصحية الذي أنشأته منظمة الصحة العالمية ومنظمة الأمم المتحدة للطفولة (اليونيسيف) مياه الشرب الآمنة بأنها "مياه ذات خواص جرثومية وكيميائية وفيزيائية تستوفي المبادئ التوجيهية لمنظمة الصحة العالمية أو المعايير الوطنية المتعلقة بجودة مياه الشرب.  بوجه عام، يُقَيم خبراء الموارد المائية نقص المياه بالنظر إلى معادلة السكان بالنسبة للمياه تعالج 1700 متر مكعب لكل شخص كحد أدنى وطني لتغطية الاحتيتجات المائية في مجالات الزراعة، والصناعة، والطاقة، والبيئة. إن تَوَفر الف متر مكعب يُشكل حالة تُسمي "ندرة المياه" بينما  يُشَكل أي شئ أقل من 500 متر مكعب  حالة "ندرة مُطلقة".
حسب احصائيات 2006 ثلث دول العالم يعانون من  ندرة المياه  ويعتبر دول  جنوب الصحراء الكبرى بأفريقيا  أكثر الدول على وجه الأرض تضررا من مشكلة المياه و300 مليون من 800 مليون شخص الذين يعيشون في أفريقيا يعيشون في أماكن يندر فيها المياه. وحسب نتائج البحث التي قدمت في مؤتمر 2012 حول «ندرة المياه في أفريقيا: المشاكل والتحديات» يتوقع أنه بحلول 2030 سيعيش أكثر من 250 مليون شخص في أفريقيا في أماكن نادرة المياه الأمر الذي سيؤدي إلى نزاحة ما بين 24  مليون و700 مليون شخص إلى أماكن أخرى كلما أصبحت الظروف غير قابلة للعيش بشكل متزايد.

## خلفيتها
عندما يوجد اختلال توازن جغرافي وزمني بين الطلب على المياه العذبة وتوافرها، يعرف هذا باسم ندرة المياه. في هذا الخصوص، يمكن تعريف الندرة بأنها إما الندرة في التوفر بسبب النقص المادي أو الندرة في الوصول بسبب البنية التحتية غير المناسبة. ندرة المياه نتيجة أسباب طبيعية وأخرى بشرية. ندرة المياه أو انعدام مياه الشرب الآمنة (الندرة المادية للمياه) من أبرز مشاكل العالم، وتؤثر على أكثر من 1.1 بليون شخص حول العالم، ما يعني أن واحدًا من كل ستة أشخاص لا يتاح له الوصول لمياه شرب آمنة.
يعرف برنامج الرصد المشترك في مجال مياه الشرب ومياه الصرف الصحي الذي تنظمه منظمة الصحة العالمية وصندوق الأمم المتحدة للطفولة (اليونيسف) مياه الشرب الآمنة بأنها «مياه ذات خصائص ميكروبية وكيميائية وفيزيائية تحقق توصيات منظمة الصحة العالمية أو المعايير الوطنية الخاصة بجودة مياه الشرب». «يقيم علماء المياه بشكل عام ندرة المياه بالنظر إلى معادلة السكان إلى الماء التي تعتبر 1,700 مترًا مكعبًا للشخص الحد الوطني الأدنى الواجب الحصول عليه لتلبية المتطلبات المائية للإنتاج الزراعي والصناعي، والطاقة، والبيئة. يمثل توفر المياه دون عتبة 1,000 مترًا مكعبًا حالة «ندرة مياه»، في حين يمثل أي رقم دون 500 مترًا مكعبًا حالة ندرة مطلقة».
في 2019، سجلت منظمة الصحة العالمية والصندوق الدولي لطوارئ الطفولة التابع للأمم المتحدة أن نحو 2.2 بليون شخص لا يمتلكون الوصول إلى مصادر مياه معقمة. حسب بيانات 2006، ثلث الدول كلها يعاني من ندرة المياه النظيفة، ولكن أفريقيا جنوب الصحراء فيها عدد من الدول المتأزمة مائيًا يفوق أي مكان آخر على سطح الكوكب ومن بين نحو 800 مليون شخص يعيش تقديريًا في أفريقيا، 300 مليون يعيشون في بيئة متأزمة مائيًا. وفقًا لنتائج قدمت في مؤتمر عام 2012 عن «ندرة المياه في أفريقيا: مشكلات وتحديات»، يقدر أنه بحلول عام 2030، سيعيش 75 مليون حتى 250 مليون شخص في أفريقيا في مناطق تخضع لأزمات مائية شديدة، ما سيؤدي على الأرجح إلى نزوح عدد بين 24 مليون و700 مليون شخص مع تزايد سوء الأوضاع من حيث القدرة على تعايش البشر معها.

### التنوع الإقليمي
تتقدم شمال أفريقيا وأفريقيا جنوب الصحراء نحو هدف التنمية للألفية الخاص بالمياه بسرعات متفاوتة. في حين تمتلك شمال أفريقيا تغطية مائية آمنة بنسبة 92%، تظل أفريقيا جنوب الصحراء تعاني من نسبة تغطية منخفضة تبلغ 60% - ما يترك 40% من السكان البالغين 783 مليون نسمة في تلك المنطقة دون إتاحة مياه نظيفة صالحة للشرب.
يمكن أن تعزى بعض هذه الفروقات في إتاحة المياه النظيفة إلى مناخات أفريقيا القاسية. ومع أن أفريقيا جنوب الصحراء تمتلك موارد غزيرة من مياه الأمطار، فإنها موسمية وغير موزعة بانتظام، ما يؤدي إلى كثرة الفيضانات وموجات الجفاف. أيضًا، فإن مشاكل التنمية الاقتصادية والفقر السائدة، مضافةً إلى النمو السكاني السريع والهجرة من الريف إلى المدينة، جعلت أفريقيا جنوب الصحراء أفقر مناطق العالم وأقلها تقدمًا. وبالتالي، فإن هذا الفقر يقيد العديد من المدن في هذه المنطقة ويمنعها من توفير مياه نظيفة وخدمات صرف صحي ومن منع المزيد من تدهور جودة المياه حتى عندما تحين الفرص لمواجهة هذه القضايا المائية. بالإضافة إلى ذلك، فإن النمو السكاني السريع يؤدي إلى زيادة عدد المناطق السكنية الأفريقية على أراضٍ عرضة للفيضانات ومرتفعة الخطورة.
ذكر آخر تقارير هدف التنمية المستدامة رقم 6 عدة حقائق عن وضع المياه في أفريقيا جنوب الصحراء تشمل انعدام النظافة وأثره على الوضع الغذائي وخصوصًا لدى الأطفال بسبب ازدياد معدل الأمراض المعدية. أيضًا، نحو 1/3 من سكان أفريقيا جنوب الصحراء عرضة لخطر الجوع بسبب عدم توفر الوصول إلى الغذاء. كذلك فإن أفريقيا جنوب الصحراء تفتقر إلى إتاحة مياه الشرب الآمنة بنسبة 76%، بينما تبلغ نسبة عدم التغطية في أوروبا وشمال أمريكا 6% فقط.

## أسبابها

### الندرة المادية والاقتصادية
ندرة المياه ظاهرة طبيعية وبشرية المنشأ في آن واحد. لذلك من المهم تقسيمها إلى نوعين عامين: ندرة اقتصادية وندرة مادية. تشير الندرة الاقتصادية إلى حقيقة أن إيجاد مصدر موثوق للمياه الآمنة مكلف ماديًا وزمنيًا. بينما الندرة المادية هي ببساطة عندما لا يتوفر مقدار كافٍ من المياه في منطقة معينة.
قدرت اللجنة الاقتصادية لأفريقيا التابعة للأمم المتحدة في عام 2006 أن 300 مليون من بين 800 مليون يعيشون في القارة الأفريقية يعيشون في بيئة خاضعة لأزمة ندرة المياه. تحديدًا في أقصى شمال أفريقيا، بالإضافة إلى أقصى جنوبها، فإن ارتفاع درجات الحرارة العالمية المصاحب للتغير المناخي زاد حدة دورة الماء التي تؤيدي إلى مواسم جفاف أكثر جفافًا، فزاد ذلك خطر حدوث موجات جفاف أكثر شدة وتكرارًا. يؤثر هذا بشكل كبير على إتاحة المياه وجودتها وكميتها بسبب انخفاض تدفقات الأنهار ومنسوبات السدود والخزانات، ما يؤدي إلى انخفاض سطوح المياه الجوفية وجفاف طبقات المياه الجوفية في المنطقتين الشمالية والجنوبية من أفريقيا.
تشمل فئة الندرة المادية مشكلة الاستغلال الجائر. يساهم هذا في تقليص العديد من بحيرات أفريقيا الكبرى، ومنها ناكيفيل، وناكورو، وبحيرة التشاد، التي تقلصت إلى 10% من حجمها السابق. فيما يخص السياسات، دوافع الاستغلال الجائر من بين أكثر العوامل المضرة، وخصوصًا فيما يخص استخراج المياه الجوفية. بالنسبة للمياه الجوفية، بمجرد أن تركب المضخة، تنص سياسات العديد من الدول على تقييد الاستخراج فقط بناءً على تكلفة الكهرباء، وفي العديد من الحالات تدعم تكاليف الكهرباء للاستخدامات الزراعية من الدولة، ما يضر بدوافع حفظ هذه الموارد. أيضًا، تحدد عدة دول في أفريقيا كلفة المياه دون مستويات استرداد الكلفة بكثير، ما يثني عن كفاءة الاستخدام ويهدد الاستدامة.
يعاني معظم أفريقيا جنوب الصحراء من ندرة اقتصادية لانعدام الوسائل المالية الضرورية لدى الشعب لاستخدام الموارد الملائمة من المياه. ساهم كل من الأسباب السياسية والنزاعات الإثنية في هذا التوزع غير المتساوي للموارد. بالمقارنة مع الشكل المادي لندرة المياه، يمكن معالجة الندرة الاقتصادية بشكل أسرع وأكثر فعالية ببنى تحتية بسيطة لجمع مياه الأمطار من الأسقف والسدود، ولكن هذا يتطلب موارد اقتصادية تفتقد لها العديد من هذه المناطق بسبب غياب التنمية الصناعية وانتشار الفقر.

تعاني أجزاء كبيرة من أفريقيا من ندرة المياه الاقتصادية؛ لذا يمكن لتطوير البنية التحتية للمياه في هذه المناطق أن يساعد في تقليل الفقر. غالبًا ما تنشأ الظروف الحرجة للمجتمعات الفقيرة اقتصاديًا والضعيفة سياسيًا التي تعيش في بيئة جافة أصلًا. يزيد الاستهلاك مع حصة الفرد من الناتج المحلي الإجمالي: في معظم الدول المتطورة، الكمية المتوسطة نحو 200-300 لترًا في اليوم. في الدول النامية (كالدول الأفريقية أمثال موزمبيق)، استهلاك المياه اليومي للفرد دون 10 ل. هذا عكس الحدود التي تضعها المنظمات الدولية، التي توصي بتوفر حد أدنى 20 ل من الماء (لا تشمل المياه المستخدمة لغسيل الثياب) على بعد أقصاه 1 كم من المنزل. ترتبط زيادة استهلاك المياه بزيادة الدخل المقاس بمؤشر حصة الفرد من الناتج المحلي الإجمالي. تعد المياه في البلدان التي تعاني من نقص المياه موضوع دراسة.

فتيات من بابل يمتلئن أباريق الماء الصفراء من مصدر المياه الرئيسي في المنطقة، 26 مايو 2012

## الصحة
إن التأثير الأكثر إلحاحا ووضوحاً لندرة المياه بأفريقيا هو التأثير علي صحة القارة. مع الانعدام الكامل للمياه، يستطيع الإنسان العيش في المتوسط من 3إلي 5 أيام. وكثيراً ما يجبر هؤلاء الذين يعيشون في المناطق المحرومة من المياه على اللجوء إلى موارد المياه غير الآمنة، التي تساهم، وفقاً لمنظمة الصحة العالمية، في انتشار الأمراض المنقولة بواسطة المياه بما في ذلك حمى التيفوئيد والكوليرا والدوسنتاريا والإسهال، وانتشار الأمراض مثل الملاريا التي تعتمد نواقلها على هذه الموارد المائية، ويمكن أن تؤدي إلى أمراض مثل التراخوما والطاعون والتيفوس. بالإضافة إلى ذلك، تَدفع ندرة المياه الكثير من الناس بتخزين المياه داخل البيت، مما يزيد من خطر تلوث المياه المنزلية وحوادث الملاريا وحمى الضنك التي تنتشر عن طريق البعوض. هذه الأمراض المنقولة بالماء عادة لا توجد في البلدان المتقدمة بسبب أنظمة معالجة المياه المتطورة التي تقوم بتصفية المياه ومعالجتها بالكلور، ولكن بالنسبة للقاطنين في بنية مائية أقل تطوراً أو غير موجودة، فإن مصادر المياه الطبيعية غير المعالجة غالباً ما تحتوي على ديدان وبكتيريا صغيرة مُحَملة بالامراض. على الرغم من أن العديد من هذه الأمراض المنقولة بالماء قابلة للعلاج والوقاية منها، مع ذلك إنها (المياه الملوثه)  واحدة من الأسباب الرئيسية للمرض والوفاة في العالم. على الصعيد العالمي، يموت 2.2 مليون شخص كل عام بسبب الأمراض ذات صلة بالإسهال، وفي أي وقت من الأوقات، يشغل خمسون بالمائة من أسِرّة المستشفيات في العالم مرضى يعانون من أمراض مرتبطة بالمياه. الرُضع والأطفال هم عُرضة بصفة خاصة لهذه الأمراض بسبب أجهزة المناعة الصغيرة لديهم، مما يؤدي إلي رفع معدلات وفيات الرضع في العديد من المناطق في أفريقيا.  إن ندرة المياه لها تأثير كبير على الصحة.
عند الإصابة بهذه الأمراض المنقولة عن طريق المياه، لا يمكن لهؤلاء العائشين في المجتمعات الأفريقية التي تعاني من ندرة المياه أن يسهموا في إنتاجية المجتمع وتطوره بسبب نقص بسيط في القوة. بالإضافة إلى ذلك، فإن الموارد الاقتصادية الفردية والجماعية والحكومية تُستنزف بتكلفة الدواء المُعلاج للأمراض التي تنقلها المياه، والتي تسلب الموارد التي من المحتمل أن تكون قد خُصصت لدعم إمدادات الغذاء أو الرسوم الدراسية.  أيضا ومن حيث التمويل الحكومي، يقدر المجلس التعاوني لإمدادات المياه والمرافق الصحية أنه في جنوب الصحراء الكبرى بأفريقيا  تستهلك معالجة الإسهال الناتج عن تلوث المياه 12٪ من ميزانية الصحة في البلاد. مع تحسن ظروف المياه، سيكون العبء على الرعاية الصحية ليس كبيراً، وفي حين توافر قوة عاملة تتمتع بصحة أفضل تعزز النمو الاقتصادي وتساعد في تخفيف حدة انتشار الفقر.